# Andrej Vasiljevič Bogdanovski
Andrej Vasiljevič Bogdanovski (rusko Андрей Васильевич Богдановский), ruski general, * 1780, † 1864.
Bil je eden izmed pomembnejših generalov, ki so se borili med Napoleonovo invazijo na Rusijo; posledično je bil njegov portret dodan v Vojaško galerijo Zimskega dvorca.

## Življenje
Po končanju vojaške šole poljskega plemstva je bil 5. junija 1798 kot podporočnik premeščen v 12. lovski polk; s polkom se je udeležil vojne s Turki 1806-12. 
5. oktobra 1810 je bil imenovan za poveljnika Odeškega mušketirskega polka (polk je bil 19. oktobra istega leta preimenovan v 40. lovski polk) in 20. januarja 1811 za poveljnika Narvskega mušketirskega polka (22. februarja istega leta je bil preoblikovan v pehotni polk). S slednjim polkom se je udeležil patriotske vojne leta 1812. 
16. marca 1813 je bil povišan v polkovnika in 1. decembra 1814 v generalmajorja. 1. junija 1815 je postal poveljnik 1. brigade 12. pehotne divizije. 2. januarja 1820 se je upokojil.
16. decembra 1823 je bil aktviran kot državni svetnik in bil imenovan za župana Kerč-Enikalskega ter nato za Teodosija in Odesse. 25. januarja 1831 je postal senator. Upokojil se je 9. marca 1856.